# Herman Weiss
Herman Weiss (Prusia, 19 de febrero de 1856 – San Antonio, 19 de marzo de 1926) fue un maestro cervecero estadounidense nacido en Prusia.  

## Trayectoria
Emigró a Texas en la década de 1880 con su esposa María. Weiss vivía en San Antonio en 1900, cuando el huracán de 1900 destruyó Galveston. Buscando oportunidades en la nueva ciudad en reconstrucción, se mudó a Galveston y comenzó la fábrica de cerveza Weiss and Sons'. Sus hijos, Herman Jr. y Charles, lo ayudaron en la cervecería. A Herman se le ofreció el puesto de jefe cervecero en 1909 en la recién formada Shiner Brewery, que más tarde se convirtió en Spoetzl Brewery.  
Según el censo de 1910, Herman Weiss Jr. y Charles Weiss también trabajaban en la cervecería. A Herman le ofrecieron un puesto en San Antonio como jefe de cervecería de la Asociación de Cervecería de San Antonio, que más tarde se convirtió en la Pearl Brewing Company. 

## Imágenes

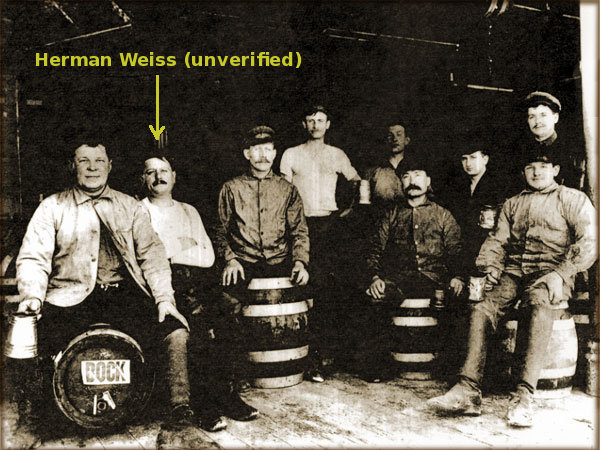
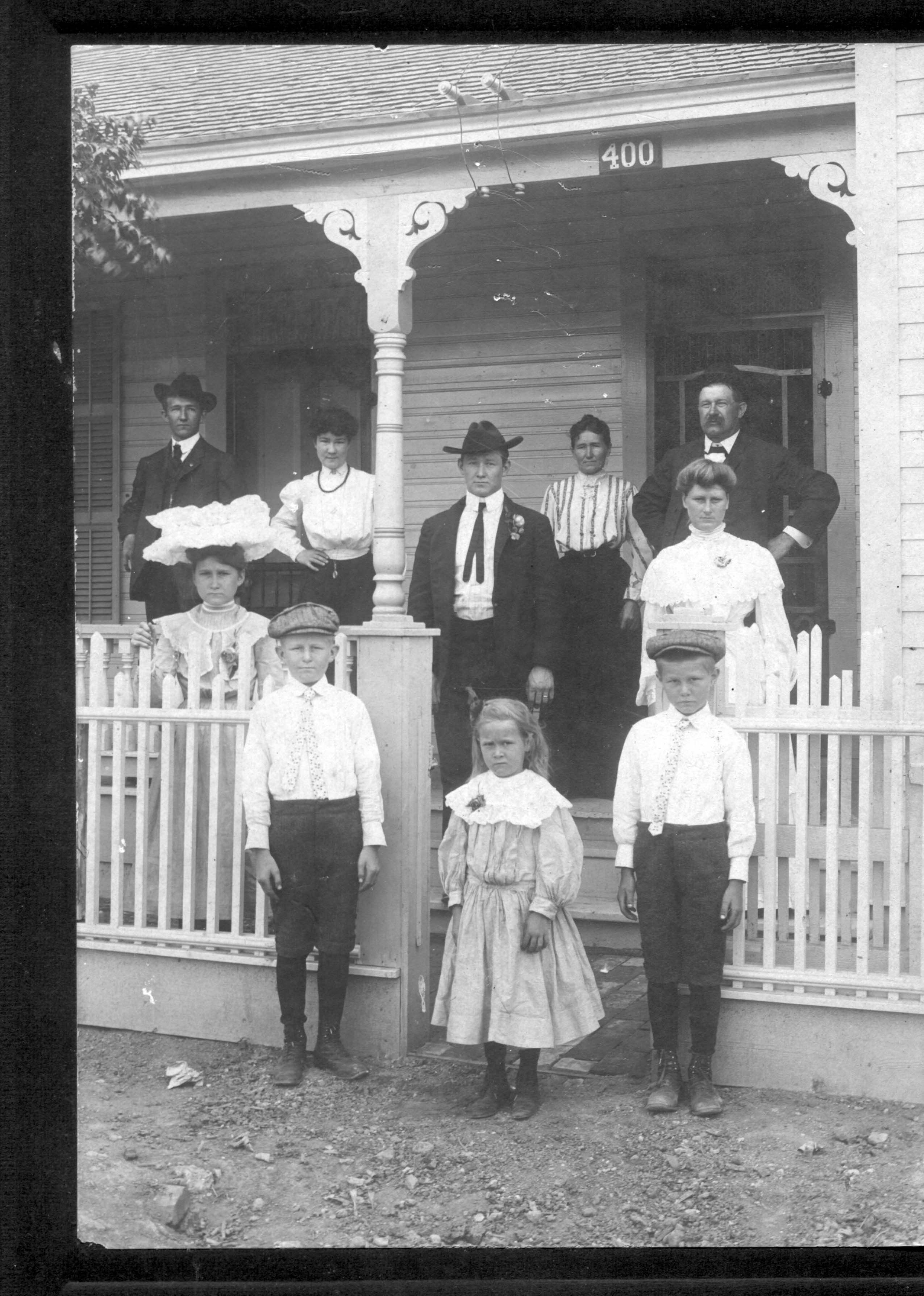